# BD Bacatá
El Bogotá Downtown Bacatá es un complejo arquitectónico en Bogotá. El proyecto está ubicado en el centro de la ciudad en la intersección de la carrera 5 y la calle 19. Tiene cinco usos: vivienda, oficinas, hotel, centro comercial y parqueadero (privado y público). Está compuesto por dos torres: la más alta tiene 67 pisos y mide 216 metros, y la segunda, 56 pisos y 167 metros. En su diseño han intervenido arquitectos de España y Colombia. Sus gestores serán el Grupo Hotusa y Eurostars Hotels. Es el primer rascacielos financiado por personas naturales mediante acciones y derechos fiduciarios.
Su construcción comenzó en 2011 y se tenía previsto entregarlo para 2017, pero tras una serie de retrasos fue anunciado que sería finalizado en el segundo semestre de 2020, pero nuevamente se postergó la entrega. A marzo de 2021 ya está en funcionamiento el 60% del edificio y la parte faltante son los hoteles.

## Diseño
El complejo BD Bacatá cuenta con dos de los edificios más altos de Colombia, uno de 67 pisos, donde funcionará el nuevo Hotel Bacatá, y otro compuesto por una torre de 56 pisos. Los materiales predominantes en la construcción del edificio son el vidrio, el aluminio y el concreto. Tiene conexión peatonal en el primer piso a través de la plataforma del centro comercial que es común para ambos edificios y adicionalmente se construyeron dos puentes peatonales en los pisos 14 y 25 de ambas torres.
En la torre sur, donde se ha planeado que esté el hotel, predomina el vidrio, cuenta con un muro cortina. La parte de las oficinas, en la torre norte también tiene fachadas de vidrio y la sección destinada para vivienda, cuenta ventanas de suelo a techo y balcones. El área total de la fachada es de 25 000 m², fabricada en Galicia, España. Cada panel fue con dos vidrios templados de 6 mm de grosor separados por un vacío de aire, con bordes de aluminio, y diseñados para soportar vientos de hasta 100 km/h. Además, entre los pisos 57 y 61 de la torre sur, se construirá un cubo de cristal en el que operará un restaurante gourmet que contará con una vista amplia de la ciudad. El restaurante tendrá dos terrazas que estarán cubiertas de cristal.
En el edificio las plantas de energía permanecen en los primeros niveles y se envía la energía por medio de barras conductoras a las subestaciones eléctricas distribuidas en los niveles superiores. Incluye un sistema de control y gestión del agua en todo el edificio que evita el desperdicio de las aguas lluvias, implementando un sistema de tres ciclos de reutilización de aguas grises.
Los materiales que se utilizaron en la construcción son 56 000 m³ de concreto, 25 000 m² de vidrio y 11 500 toneladas de acero.

## Construcción
En el lugar donde se realizó la construcción se encontraba ubicado el Hotel Bacatá, el cual fue demolido totalmente en octubre de 2011 para luego iniciar los trabajos de excavación y cimentación de la nueva estructura.
Debido a que el lugar en donde se construyó el edificio es reducido, el proceso de excavación albergó algunas particularidades, como el sistema de anillos con el cual se construyeron sus sótanos. Primero se excavaron algunos metros para construir el piso del primer sótano y los muros de contención, a este piso se le dejó un gran hoyo en el centro para iniciar la excavación del segundo sótano y repetir nuevamente el procedimiento, así, piso a piso se excavaron los siete sótanos donde finalmente se construyeron cerca de 300 pilotes de 40 metros de profundidad y entre 90 cm y 2,5 m de diámetro que sostienen la estructura. En diciembre de 2012 se terminó de construir la totalidad de los muros de contención de entre 35 m y 45 m de profundidad y se inició el proceso de excavación de cada uno de los sótanos.
El 15 de abril de 2014 comenzó la construcción sobre el nivel de la calle de cada uno de los 67 pisos que conforman la torre sur. El proceso constructivo permitió terminar un piso cada semana construyendo de forma escalonada y consecutiva cada uno de los niveles.
El 19 de abril de 2015, un año después de que se iniciara la construcción del primer piso al nivel del suelo, la estructura del BD Bacatá, mientras se construía la planta 51, superó en número de pisos a la Torre Colpatria que cuenta con 50. En este mes también se inició la demolición de los pilotes que en la fase de construcción de la cimentación sirvieron como soporte a los anillos de contención para los siete sótanos de las torres. El 2 de junio superó en altura al edificio Colpatria, que durante 36 años fue el más alto de Colombia. El 24 de julio, se fundió la última placa de la torre sur completando 67 pisos y los 216 m finales mientras que la torre norte se encontraba en la construcción del piso 30. El 9 de diciembre, la estructura torre norte también superó a la Torre Colpatria y se convirtió entonces en la segunda torre más alta del país. El 20 de diciembre del mismo año se fundió la última placa de la torre norte para así completar 56 pisos y los 167 m finales de la estructura. 
El 24 de febrero de 2016 terminó la obra gruesa y su inauguración estaba prevista para el año siguiente. Pero los trabajos se retrasaron y a principios de 2018 se detuvieron por problemas de financiación. En marzo de 2019 se anunció que la construcción se iba a reanudar y que la entrega sería en el segundo semestre de 2020. Sin embargo, debido a la cuarentena decretada por el Covid-19 los trabajos se detuvieron y su culminación se retrasó a tiempo indefinido.

## Galería

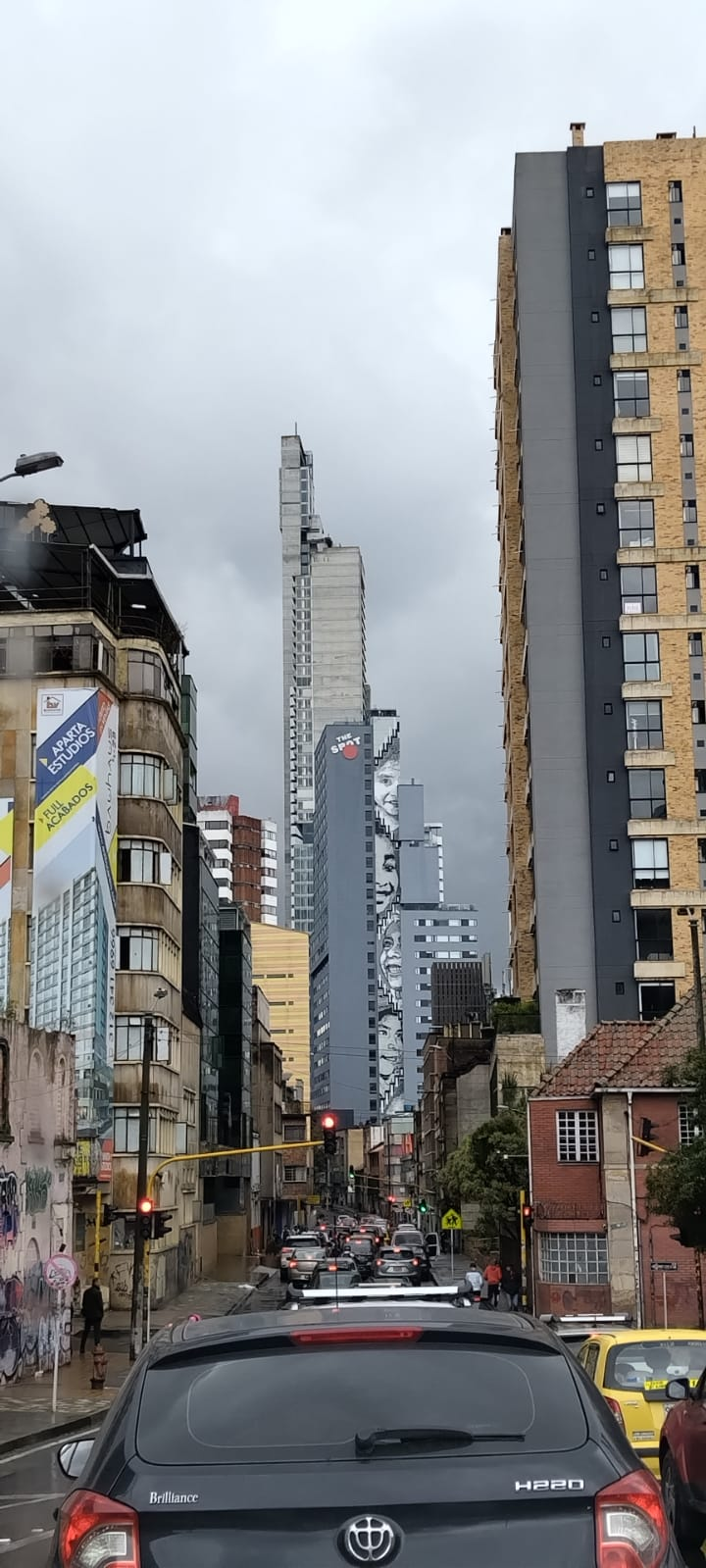
Torre Bacatá vista desde lejos en la carrera 5a
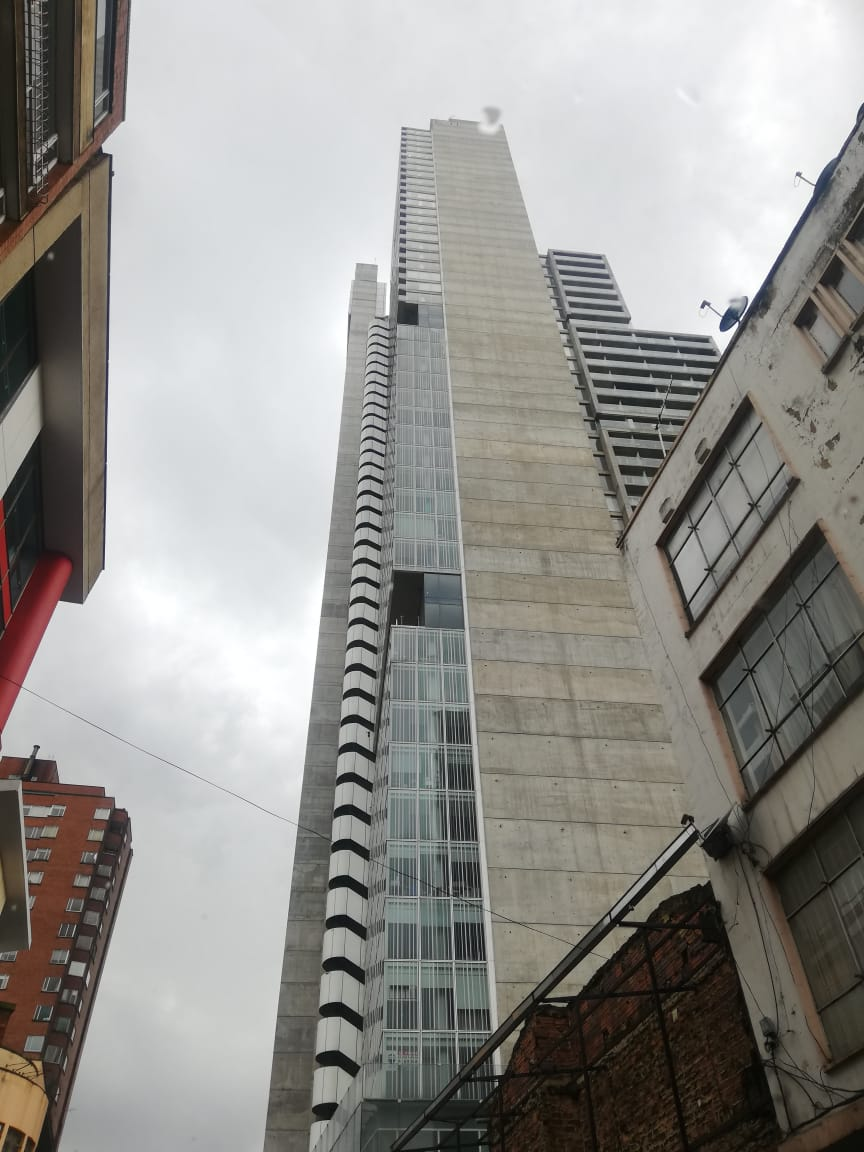
Torre Bacatá vista de cerca en la Carrera 5a
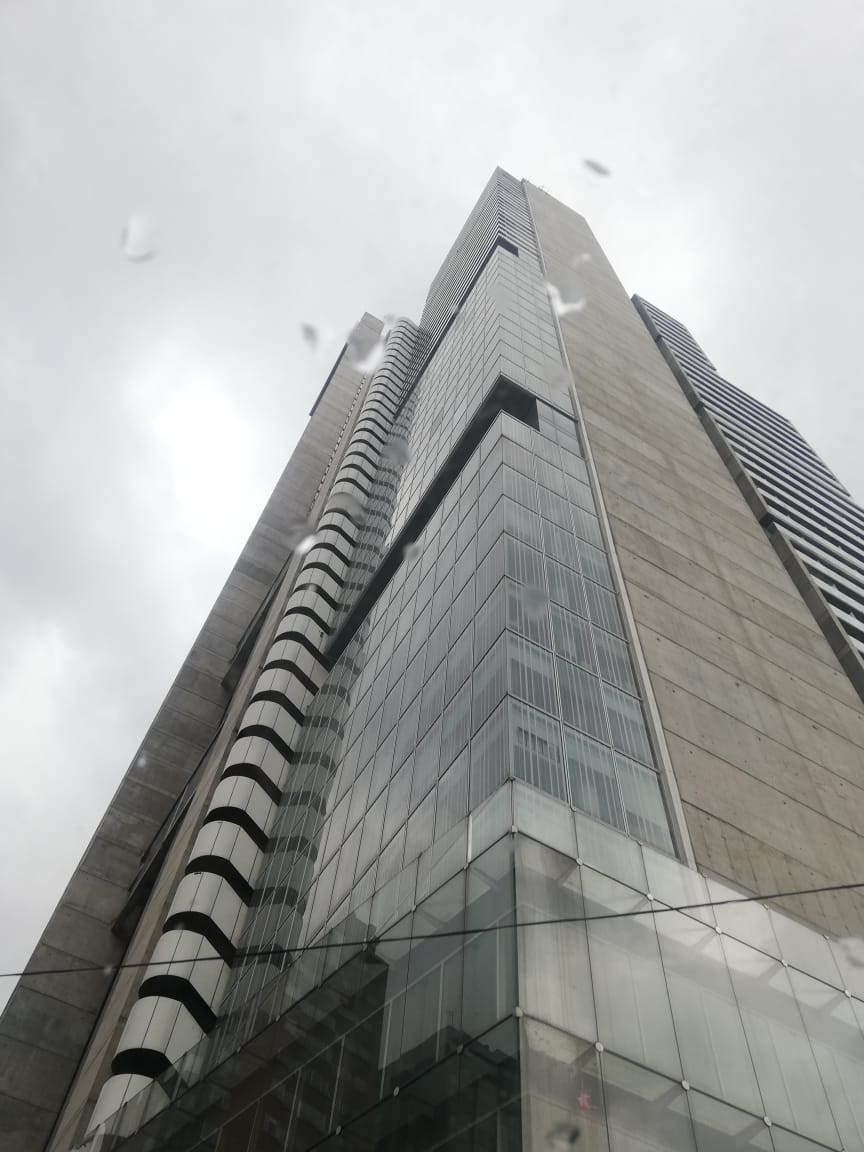
Torre Bacatá vista de lado en la Carrera 5a
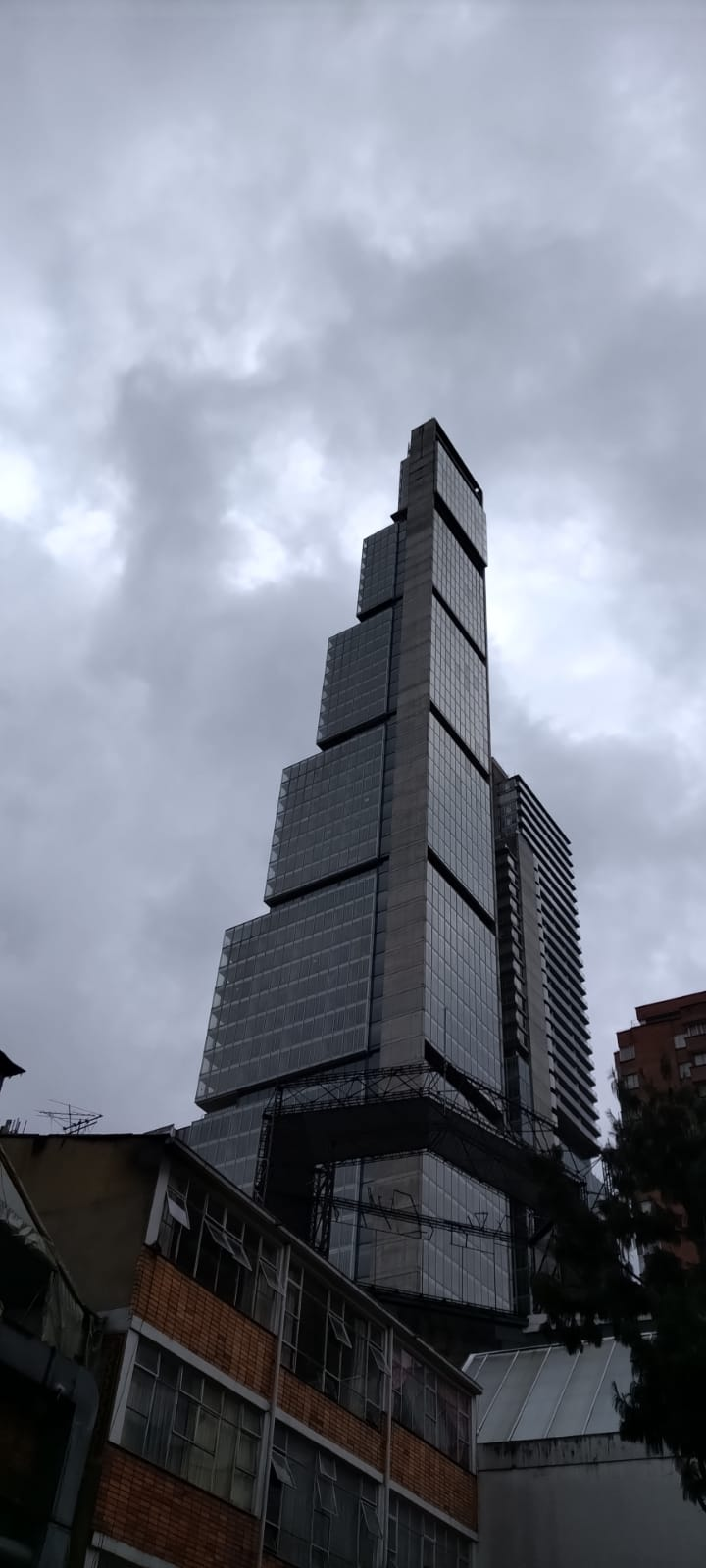
Torre Bacatá vista en calles aldeañas

## Evolución de la construcción

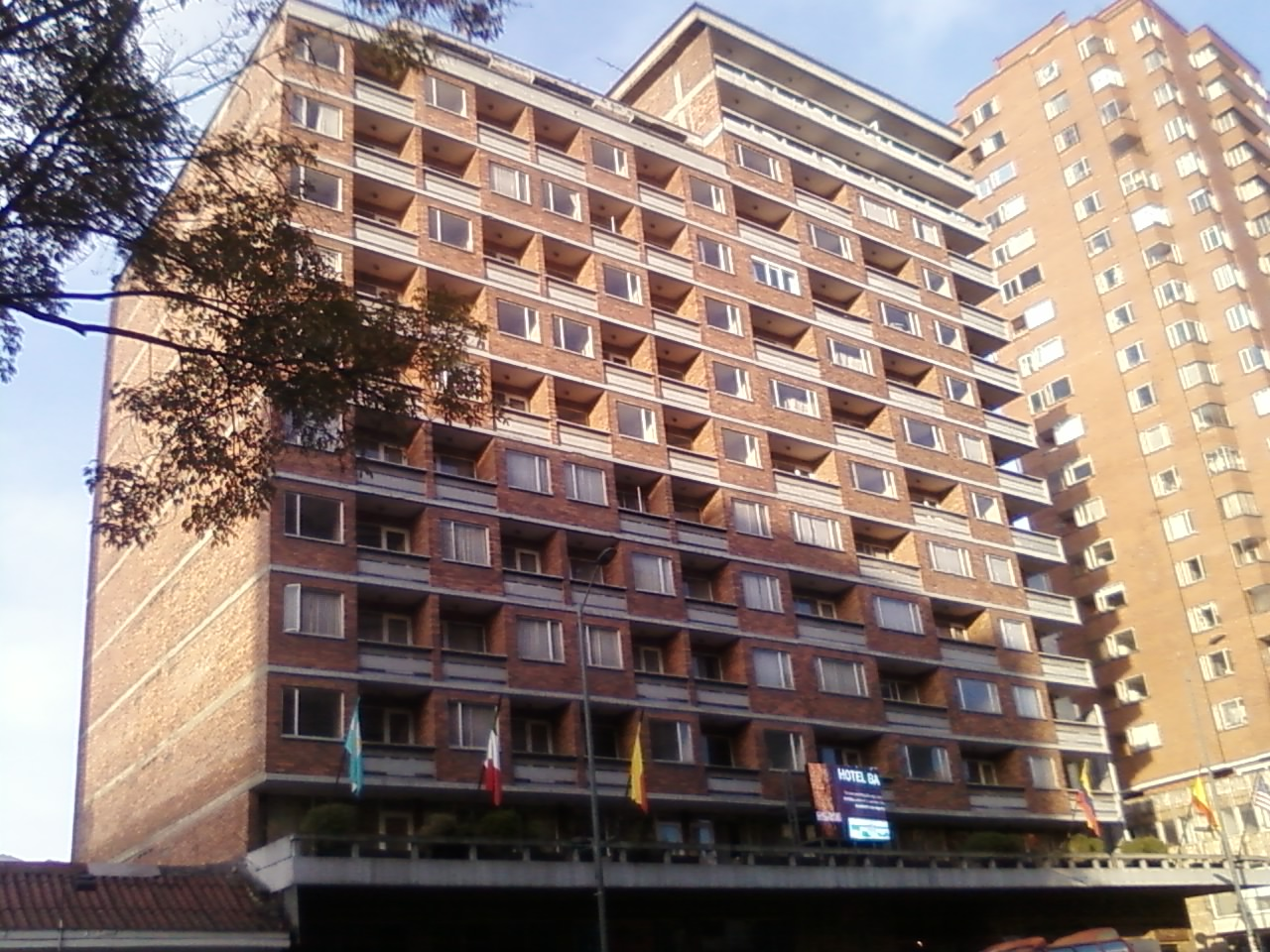
Hotel Bacatá antes de su demolición, abril de 2011.
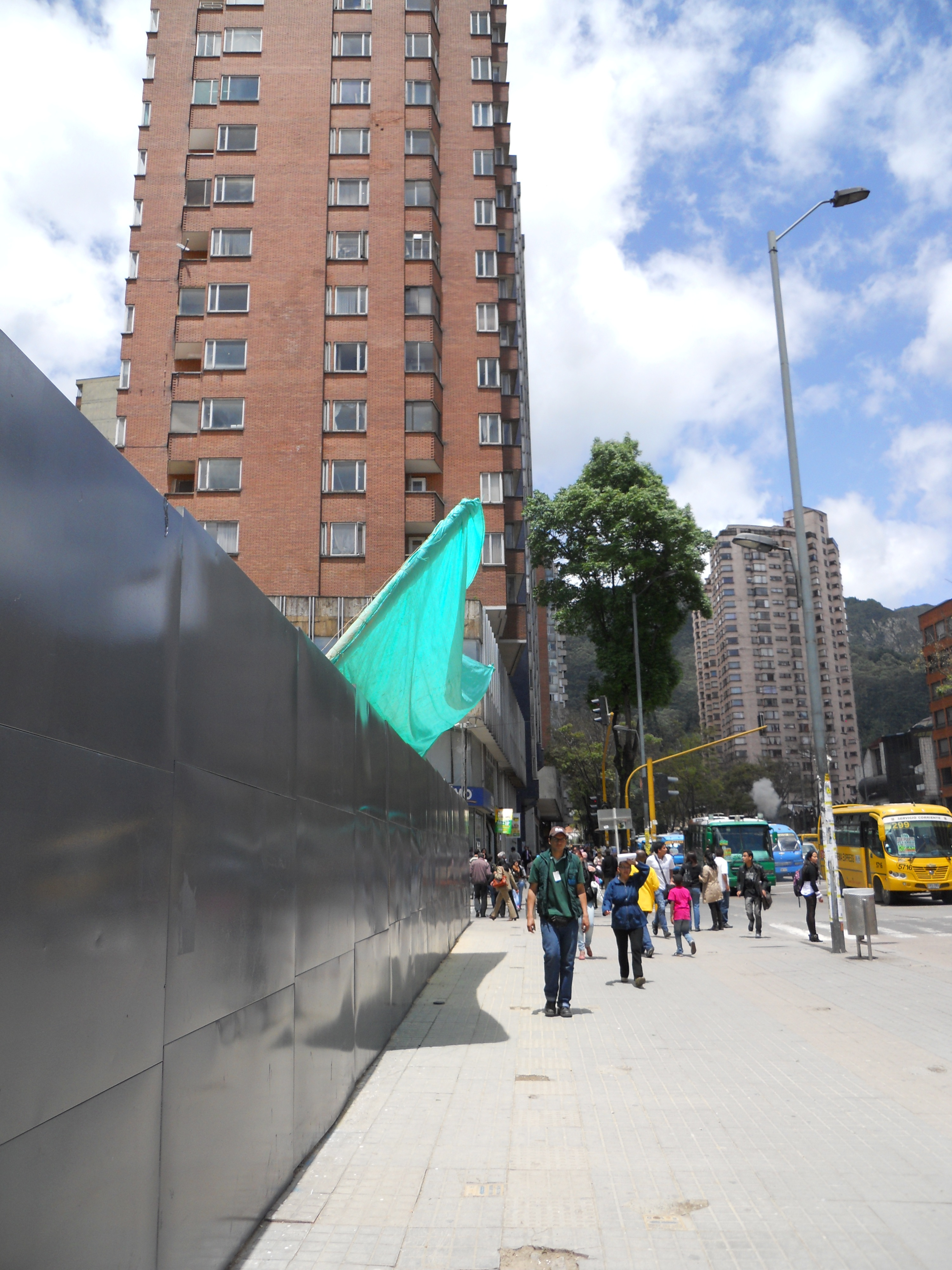
Primer piso al nivel de la vía, mayo de 2012.
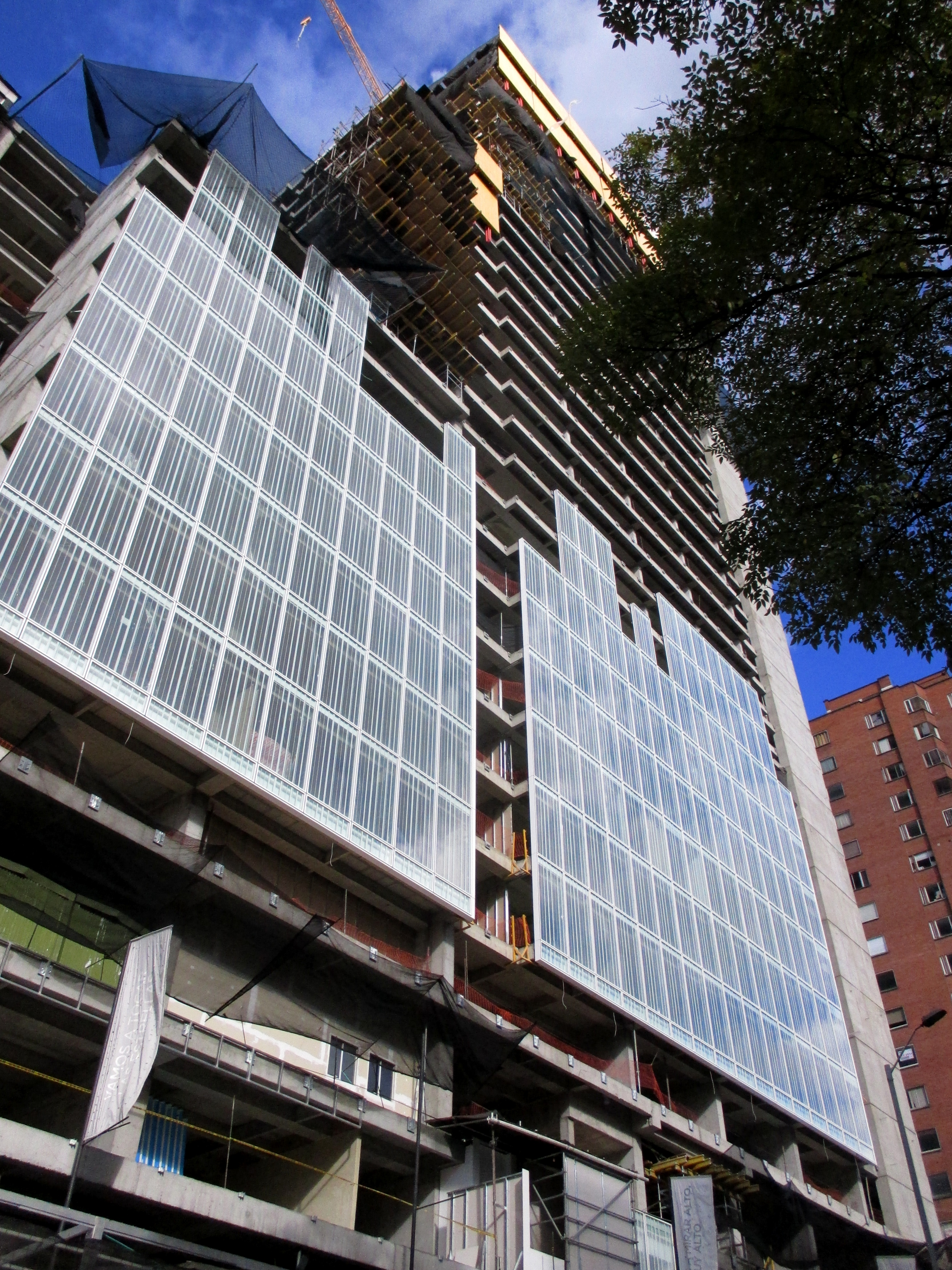
Construcción piso 28 Torre Sur, 27 de noviembre de 2014.
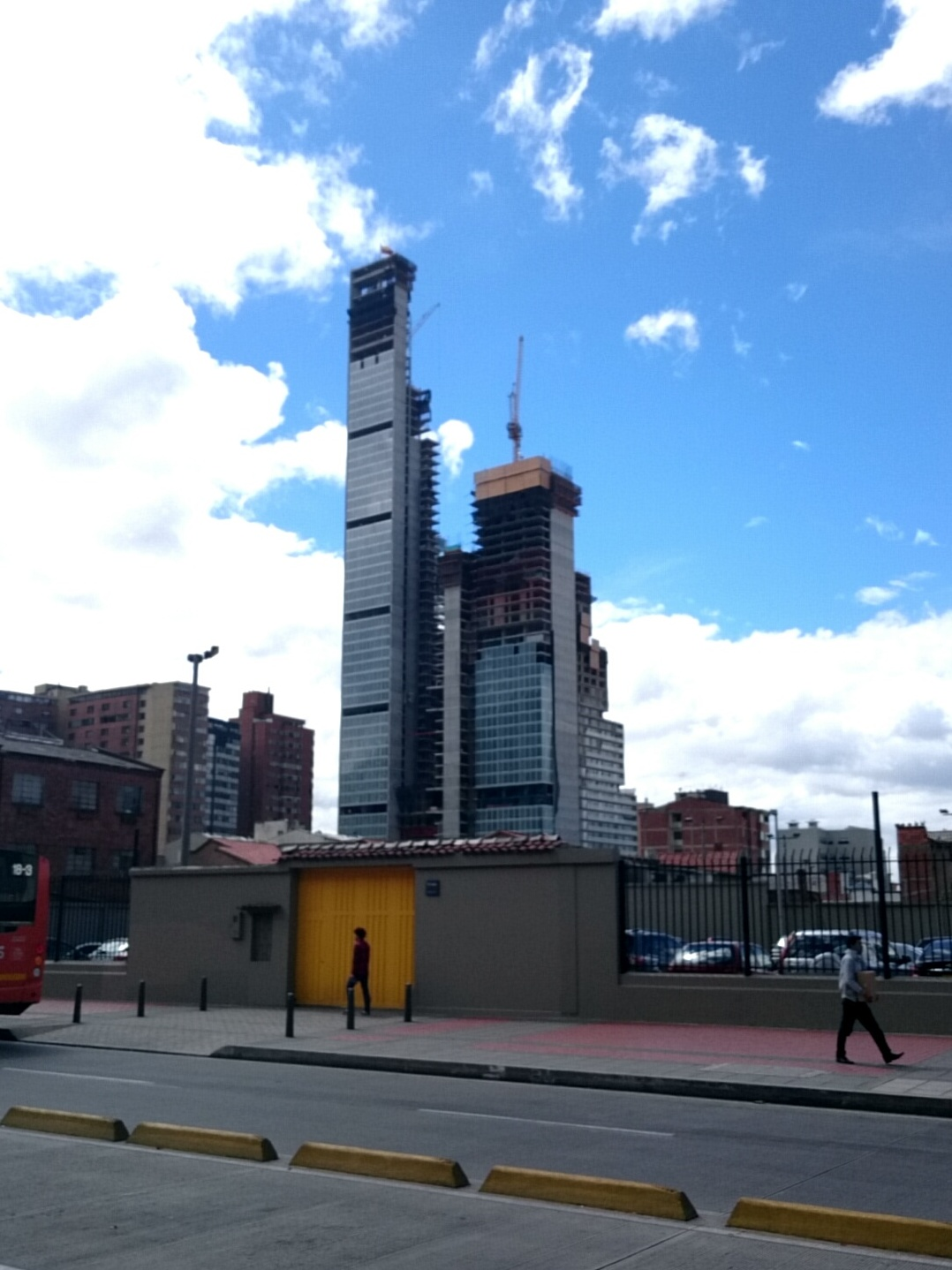
Instalación de fachada Torre Sur, y construcción piso 42 Torre Norte, 10 de noviembre de 2015.
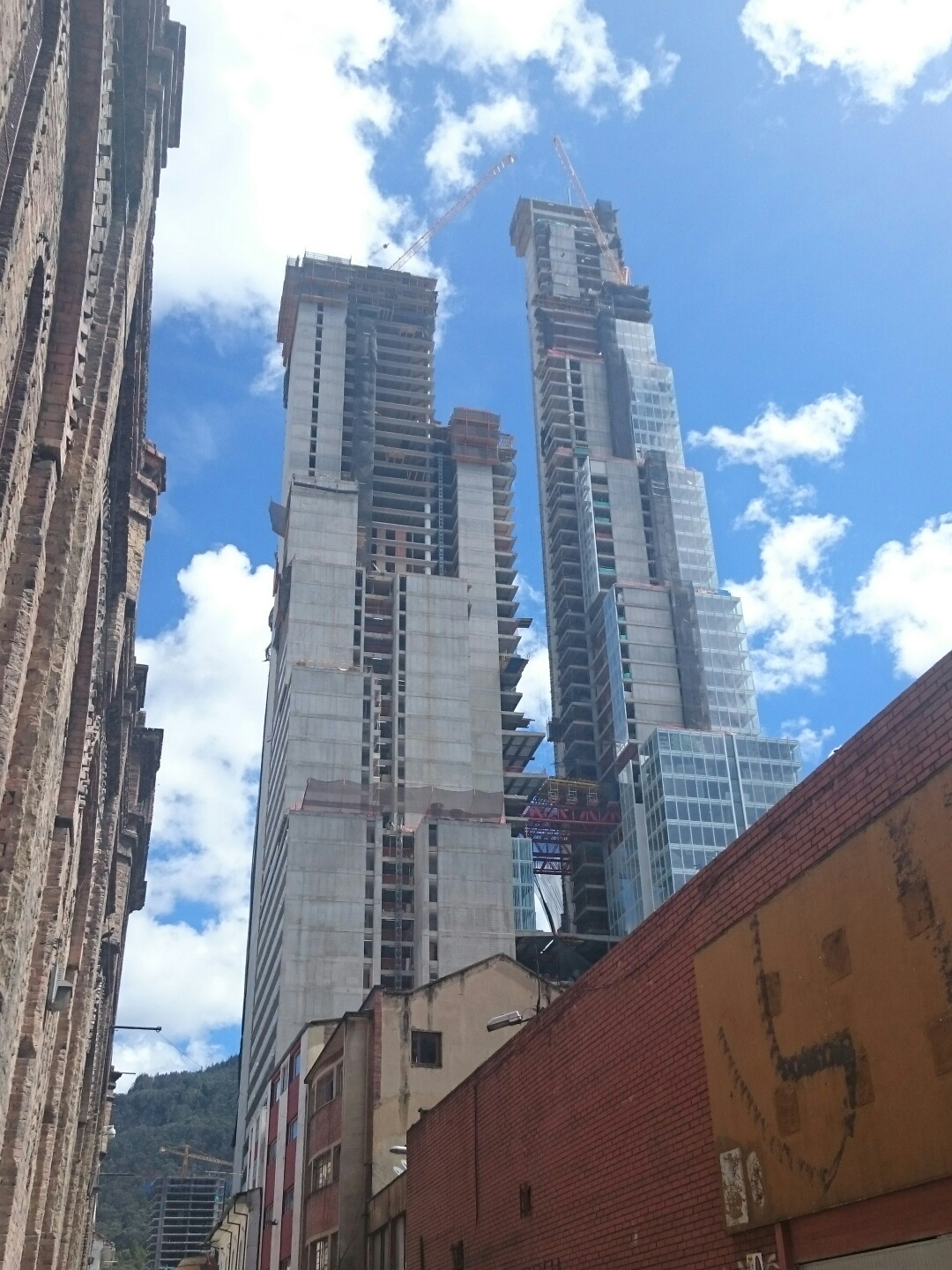
Instalación de fachada en ambas torres, remate en el piso 56 de la torre norte, 23 de diciembre de 2015.
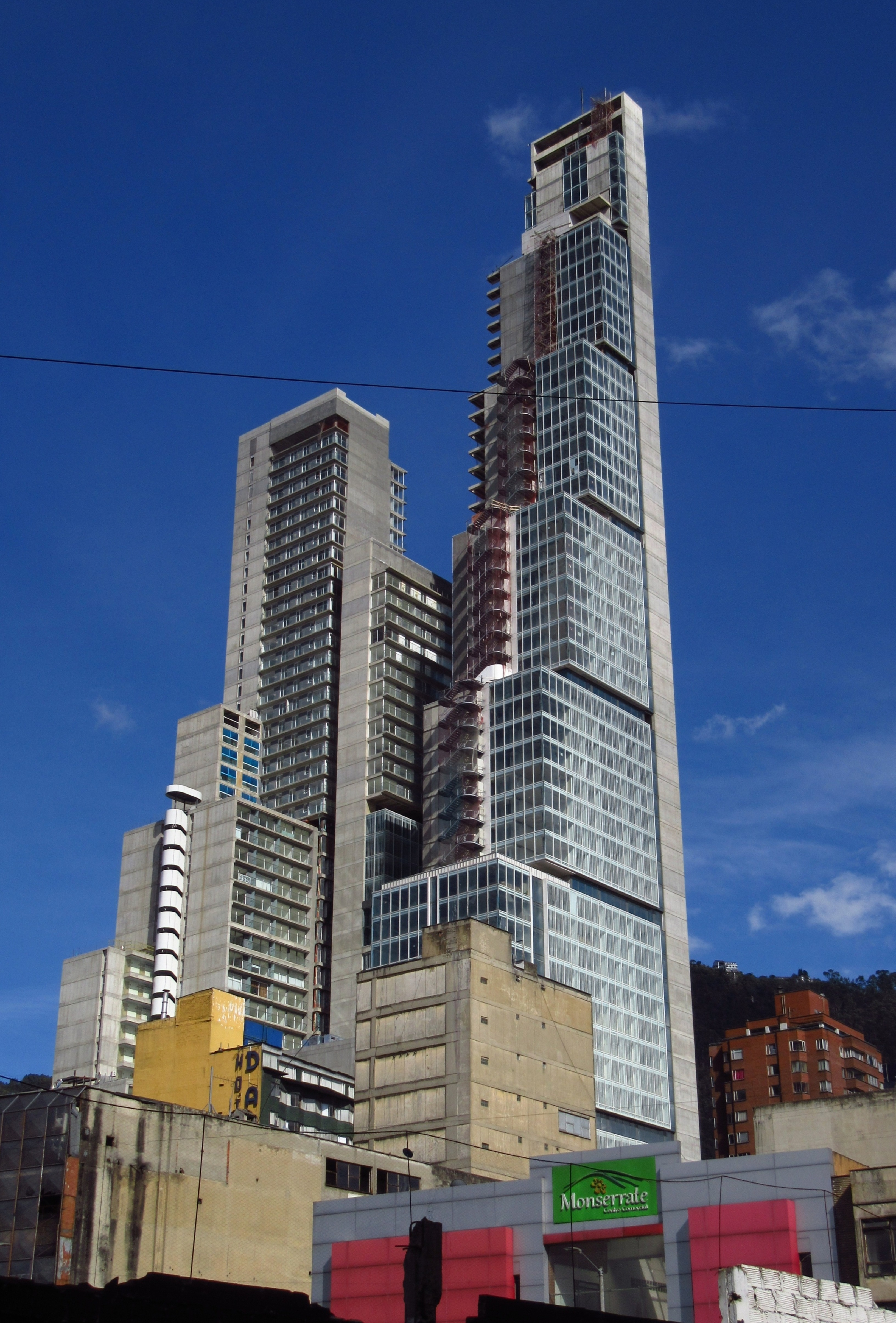
Avance de acabados, noviembre de 2017.
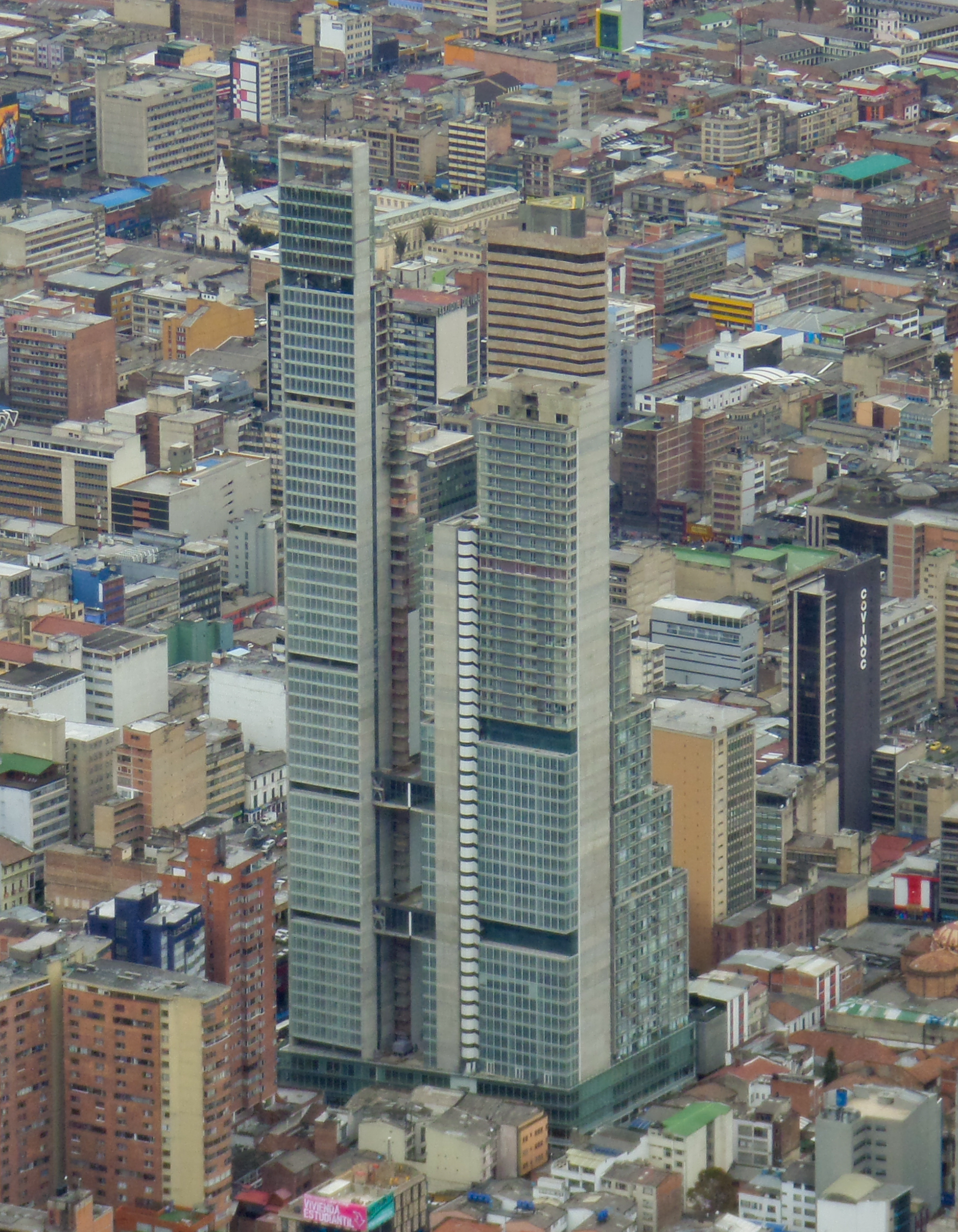
Avance de acabados, mayo de 2018.